# Vjekoslav Bach
Vjekoslav Bach (Rujevac, 1845. – klanac Ljupča kraj Plaškoga, 11. listopada 1871.), bio je hrvatski pravnik, novinar, publicist i političar.

## Životopis
Vjekoslav Bach rođen je u Rujevcu 1845. godine. Otac mu je bio krajiški časnik. Osnovnu školu pohađao je u Jasenovcu i Ogulinu, a gimnaziju u Senju. U sedmome razredu gimnazije, školske godine 1862. – 1863., bio je isključen iz gimnazije nakon sukoba s profesorom zbog političkih razloga. Bio je odličan učenik te mu je tako dopušteno privatno položiti sedmi razred a redovito završio je osmi razred i maturirao u istoj gimnaziji 1864. godine. Studij prava pohađao je i svršio u Zagrebu na Kraljevskoj pravoslovnoj akademiji. Nakon studija prava, posvetio se je novinarstvu. Godine 1868. počeo je surađivati u pravaškom glasilu Hervatu, čijim nakladnikom i urednikom bio je Ivan Matok, a 1869. godine postao je urednikom lista Hervatska. Hervatsku su pokrenuli Ante Starčević i Eugen Kvaternik nakon razlaza s nakladnikom i urednikom Hervata Ivanom Matokom. Nije bilo prijekida sadržaja između ta dva lista, nastavile su se Kvaternikove serije članaka a Starčević je dopunjavao svoje misli iz Hervata. Godine 1869. bio je Bach osuđen kao urednik, "radi bunjenja", na četrnaest dana zatvora, zbog članka kojega je u listu napisao Ante Starčević (Ukinutje granice, Hervatska, br. 2, 1869.). U siječnju 1870. godine Hervatska je prestala izlaziti, ali obnovljena je kao tjednik početkom 1871. godine, nakon pada bana Levina Raucha, te je Bach iznova bio njezinim urednikom. Prvi broj izašao je u Zagrebu 1. siječnja 1871. godine. Tjednik Hervatska bile su jedne od prvih potpuno političkih novina u Hrvatskoj. Nakladnikom i vlasnikom Hervatske bio je Eugen Kvaternik. Do početka listopada 1871. godine uredio je Bach četrdeset brojeva Hervatske, a objavio je i dvije serije svojih političko-satiričkih članaka, Austrianske diple i Madjarske gusle (br. 1 - 13). Zajedno s Eugenom Kvaternikom napisao je monografiju Izvještaj o dopuštanju izlaženja lista "Hervatska" (Zagreb, 1870.).
Početkom listopada 1871. godine iz Zagreba otišao je u Rakovicu gdje je sudjelovao u narodnome ustanku protiv Austro-Ugarske i pokušaju uspostavljanja samostalne Hrvatske države.

### Rakovički ustanak i smrt
Nešto prije izbijanja ustanka Vjekoslav Bach otišao je u Munjavu gdje mu je živjela tetka Emilija Paunović koja je tu bila poštaricom. Dne 6. listopada 1871. godine kada je ova ležala bolesna zamjenjivao ju je u pošti i tom prigodom za potrebe ustanka prisvojio je 15.000 forinti te ih donio u kuću isluženoga krajiškoga Feldwebela ↓1 Rade Čuića u Broćancu gdje je bio glavni revolucionarni stožer. Nakon toga istoga dana poštanska služba Ogulinske regimente poslala je brzojavku Kraljevskoj Hrvatsko-slavonskoj poštanskoj direkciji u Zagreb da je Bach prisvojio 15.000 forinti i s njima pobjegao te mole neka ga se goni. Prisvojeni novac iskoristili su ustanici za kupnju oružja, konja i odijela koju su obavili u Bosni, u cazinskome kotaru.
Ustanak je počeo tri dana ranije od dogovorenoga dne 7. listopada 1871. godine, uvečer, kada su došli iz Karlovca Ante Rakijaš, Eugen Kvaternik i Rudolf Fabijani u Broćanac gdje je bila osnovana Privremena narodna hrvatska vlada. U toj vladi Eugen Kvaternik bio je regentom, Ante Rakijaš ministrom rata, Petar Vrdoljak ministrom unutarnjih poslova, Vjekoslav Bach ministrom financija, Rade Čuić ↓2 glavnim vojnim zapovjednikom ustaničke vojske a Antun Turkalj velikim županom ogulinskim.
Ustanak se je ranom zorom 8. listopada 1871. godine proširio na Rakovicu gdje je došao Kvaternik s ustanicima i s razvitim hrvatskim barjakom. U Rakovici je u kući trgovca Ive Vučića bio određen glavni stan hrvatske vlade. Istoga dana Eugen Kvaternik objavio je Proglas narodne hrvatske vlade. Ustanku su se uz Rakovicu pridružila i sela Broćanac, Brezovac, Mašvina, Plavča Draga i Močila. Istoga dana u Drežnik pošli su Ante Rakijaš i Rade Čuić s tri stotine ustanika kako bi pridobili selo za ustanak, no nije im uspjelo. Dne 9. listopada pošao je Eugen Kvaternik s ovećom skupinom ustanika prijeko Plaškoga u Ogulin htijući povesti sa sobom cijelu tamošnju kompaniju s kojom bi ušli u Karlovac te odatle krenuli u Zagreb gdje bi proglasili slobodnu hrvatsku državu, no nije im uspjelo otići dalje od Plaškoga u koji su ušli 10. listopada 1871. godine, oko podne. Iz Plaškoga su se morali povući. Dne 10. listopada 1871. godine proglašen je prijeki sud, te su se ustanički redovi počeli osipati i od prvotnih 1.700 ustanika s Kvaternikom ostalo je njih oko 400.
Vjekoslav Bach ubijen je zajedno s Antom Rakijašem i Eugenom Kvaternikom, 11. listopada 1871. godine, u klancu Ljupča, u zasjedi koju su im postavili Miloš Kosanović i Maksim Momčilović zajedno s tridesetak ostalih izdajnika iz ustaničkih redova u dosluhu s c. kr. majorom Stankom Rašićem. Bili su na putu iz Plaškoga prijeko Ljupča klanca i Močila kada su se toga dana, u zoru, ostatci ustanika uputili prema granici kako bi prebjegli u Osmansko Carstvo.
Tijela ubijenih Ante Rakijaša, Eugena Kvaternika i Vjekoslava Bacha na mjestu ubojstva opljačkana su a potom bačena u jarak pokraj ceste. Nakon neke dobi njihova tijela prevezena su u Rakovicu i zakopana u zajedničku grobnicu pokraj ceste što vodi za Drežnik gdje su ostali 50 godina, u neobilježenome grobu. Godine 1921., o pedesetoj obljetnici Rakovičkoga ustanka, u organizaciji Družbe "Braća hrvatskoga zmaja", posmrtni ostatci Eugena Kvaternika, Ante Rakijaša i Vjekoslava Bacha preneseni su u Zagrebačku katedralu i pokopani uz Petra Zrinskoga i Franu Krstu Frankopana.

## Spomen
- Zagrebački studenti, pravaši, objavili su Bachov životopis i njegovu fotografiju u svojemu almanahu Hrvatska, 1881. godine, a omladinska skupina Hrvatsko starčevićansko slobodoumno đaštvo, predvođeno Tinom Ujevićem, Krešimirom Kovačićem i drugima izdala je časopis Grabancijaš: glasilo starčevićanskog slobodoumnog djaštva (1/1910., izašao samo jedan broj u ožujku),[15] čiji se naslov odnosi na Bacha.[1]
- Antun Gustav Matoš objavio je u počast Kvaternika i Bacha pjesmu Epitaf bez trofeja[n 1] (Stekliš, 1/1910., br. 2/3).[1]
- 1933.: Podignut je spomenik Eugenu Kvaterniku i ustanicima u Rakovici koji je izradio kipar Marijan Matijević.
- U Slavonskome Brodu jedna ulica nazvana je po njemu, Ulica Vjekoslava Bacha.
- Na mjestu gdje su bili zakopani Eugen Kvaternik, Ante Rakijaš i Vjekoslav Bach 8. listopada 2011. godine otkriveno im je spomen-obilježje, a postavili su ga članovi Družbe "Braća hrvatskoga zmaja".[16]

## Napomene
1. ↑   izvorni tekst na WikIzvoru: Epitaf bez trofeja